# بد کلاینکرشایم
بد کلاینکرشایم (به آلمانی: Bad Kleinkirchheim) یک منطقهٔ مسکونی در اتریش است که در ناحیه اشپیتال آن در دراو واقع شده‌است. بد کلاینکرشایم ۱٬۸۶۳ نفر جمعیت دارد.